# Мадейра-Гуапоре (мезорегион)

Мадейра-Гуапоре на карте.

Мадейра-Гуапоре (порт. Mesorregião de Madeira-Guaporé) — административно-статистический мезорегион в Бразилии, входит в штат Рондония. Население составляет 611 689 человека на 2010 год. Занимает площадь 106462,445 км². Плотность населения — 5,75 чел./км².

## Демография
Согласно сведениям, собранным в ходе переписи 2010 г. Национальным институтом географии и статистики (IBGE), население мезорегиона составляет:
| Полное население                            | Полное население                            | Полное население                            | Полное население                            | 611 689 |
| ------------------------------------------- | ------------------------------------------- | ------------------------------------------- | ------------------------------------------- | ------- |
| в том числе:                                | Городское население                         | 505 376                                     | Процент городского населения, %             | 82,62   |
|                                             | Сельское население                          | 106 313                                     | Процент сельского населения, %              | 17,38   |
|                                             | Мужское население                           | 312 767                                     | Процент мужского населения, %               | 51,13   |
|                                             | Женское население                           | 298 922                                     | Процент женского населения, %               | 48,87   |
| Плотность населения, чел/км²                | Плотность населения, чел/км²                | Плотность населения, чел/км²                | Плотность населения, чел/км²                | 5,75    |
| Население мезорегиона в % к населению штата | Население мезорегиона в % к населению штата | Население мезорегиона в % к населению штата | Население мезорегиона в % к населению штата | 39,15   |

## Состав мезорегиона
В мезорегион входят следующие микрорегионы:
1. Гуажара-Мирин
2. Порту-Велью